# Mamajiwci (przystanek kolejowy)
Mamajiwci (ukr. Мамаївці, rum. Mămăești, ros. Мамаевцы) – mijanka i przystanek kolejowy w miejscowości Mamajiwci, w rejonie czerniowieckim, w obwodzie czerniowieckim, na Ukrainie. Położony jest na linii Lwów – Czerniowce.
Przystanek istniał przed II wojną światową.